# Day of the Viper
Day of the Viper — компьютерная игра в жанре action-adventure с видом от первого лица, опубликованная Accolade в 1989 году.

## Сюжет
Игрок управляет дроидом под названием «Viper-5», который должен проникнуть в исследовательскую лабораторию, захваченную сошедшим с ума биомеханическим роботом Gar, намеревающимся уничтожить всю биологическую жизнь. Игроку необходимо активировать главный защитный компьютер и уничтожить Gar.

## Игровой процесс
В роли робота Viper игрок должен исследовать пять заброшенных зданий исследовательского комплекса, охраняемых вражескими роботами. Необходимо найти разбросанные по комплексу предметы: 25 флоппи-дисков (по одному на каждом уровне игры; уровень может включать до 50 комнат), микросхему дискового контроллера и т. д.
В лабиринте можно найти различные предметы, которые могут оказаться полезными в сражениях с врагами. Присутствует определённая модель повреждений: на наносимый врагам ущерб влияет отдалённость от них, а также попадание в уязвимые точки.

## Восприятие критикой
Обозреватели журнала Dragon поставили игре оценку 5 из 5 звезд, указав, что игра представляет выдающийся образец в своём жанре, имеет первоклассную графику, и что процесс поиска дискет в игре является весьма интересным. Другие обозреватели также оценили игру положительно.